# Jednostka 731

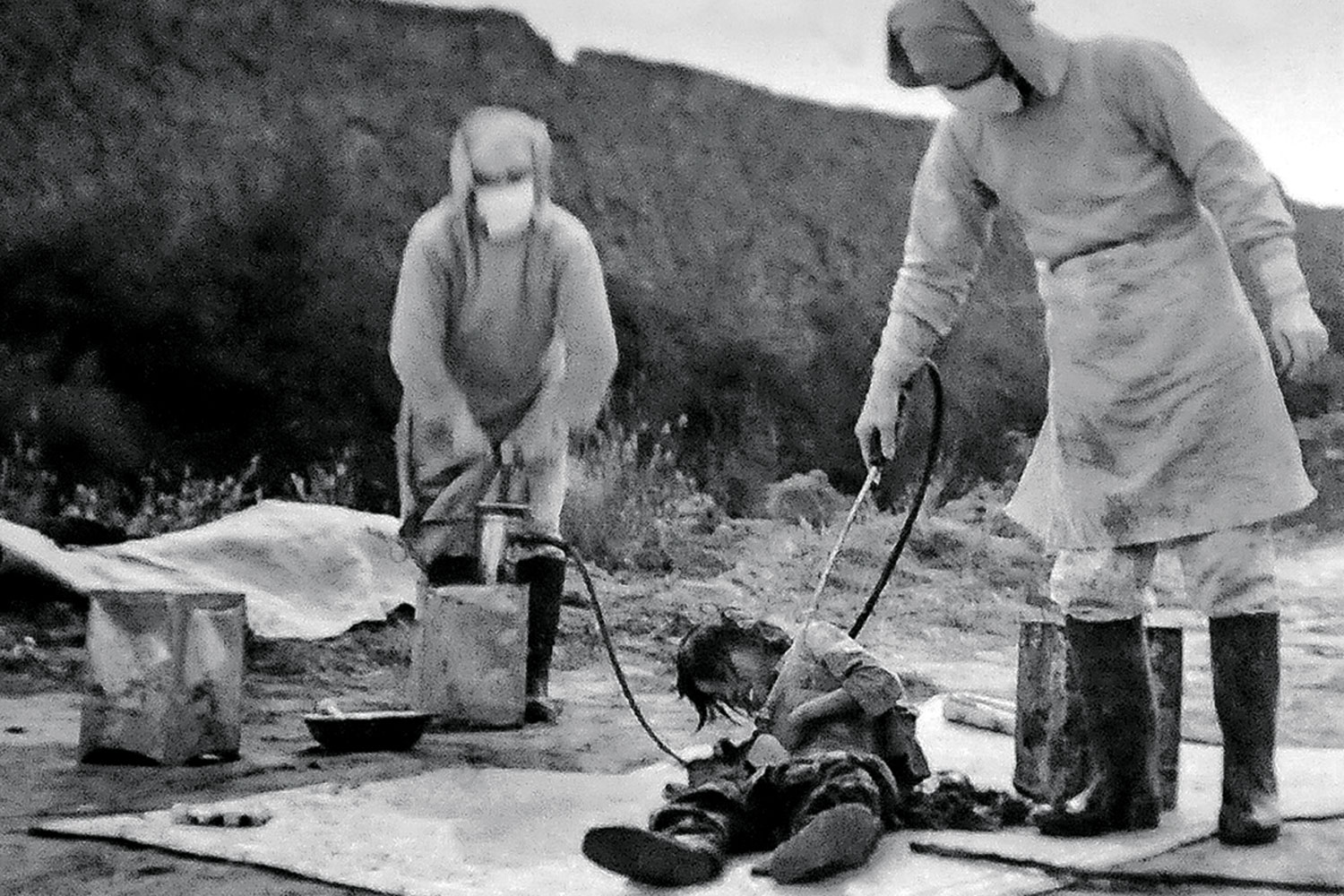
Eksperymenty pseudomedyczne w Jednostce 731

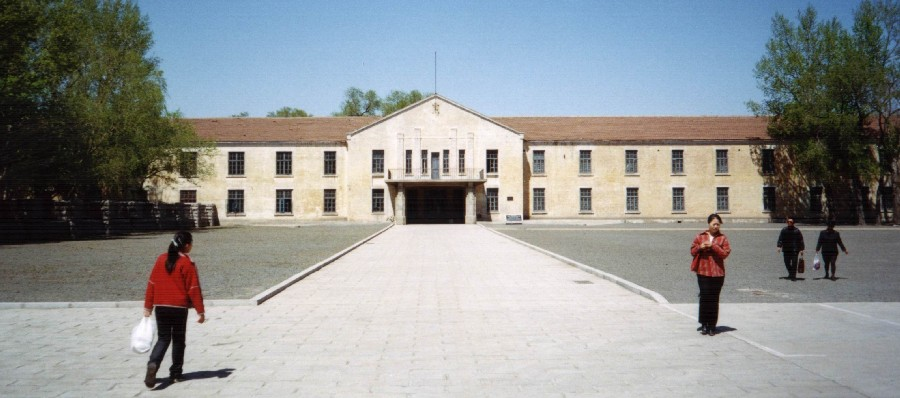
Jeden z budynków Jednostki 731 otwarty dla zwiedzających

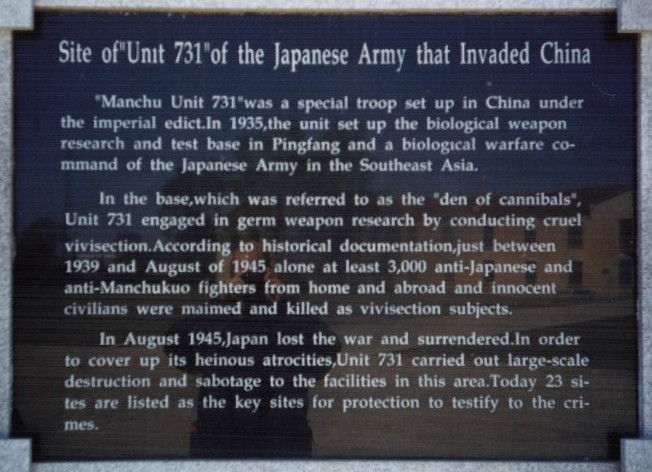
Tablica upamiętniająca ofiary Jednostki 731

Jednostka 731 (jap. 第731部隊 Dai-nana-san-ichi butai) – tajna jednostka wojskowa cesarskiej armii japońskiej. Realizowała ona program badań i rozwoju broni biologicznej i chemicznej, zainicjowany przez generała-porucznika Shirō Ishii, prowadzony w czasie II wojny chińsko-japońskiej oraz II wojny światowej. Działalność Jednostki 731, a także innych, podobnych placówek badawczych, jest najbardziej znanym przykładem zbrodni wojennych, jakich dopuszczała się armia japońska. Oficjalnie jednostka miała nazwę oddział do zapobiegania epidemii i oczyszczania wody Armii Kwantuńskiej (jap. 関東軍防疫給水部本部 Kantōgun Bōeki Kyūsuibu Honbu).

## Historia

### Utworzenie Jednostki 731
W 1931 r., wykorzystując zbrojny incydent, który przeszedł do historii jako incydent mukdeński, wojska japońskie zajęły północno-wschodnią część Chin – Mandżurię. Pod przykrywką jednostki uzdatniającej wodę utworzono w 1932 r. Jednostkę 731. Początkowo kierował nią dr Masaji Kitano (w latach 1942–1944), później zastąpił go dr Shirō Ishii. Obóz znajdował się w Mandżurii, w miejscowości Pingfang w pobliżu miasta Harbin.
Jednostka 731 oraz pozostałe placówki działały w ramach i pod nadzorem japońskiej policji wojskowej Kempeitai. Razem z kolaboranckimi jednostkami pomocniczymi Kempeitai odpowiedzialna była za dostarczanie osób przeznaczonych do badań. Tworzyli oni specjalny Wydział Dostarczania Materiału Ludzkiego. Osoby, na których przeprowadzono eksperymenty, były przeważnie Chińczykami, Mandżurami, Koreańczykami lub tzw. białymi Rosjanami. Wśród nich znaleźli się także Europejczycy oraz Amerykanie. W żargonie strażników oraz naukowców nazywano ich pogardliwie maruta (jap. 丸太, pol. „kłoda”). Transportowano ich w pozbawionych okien wagonach więziennych Koleją Chińsko-Mandżurską. Więźniowie byli przetrzymywani początkowo w twierdzy Zhongma. Kiedy w 1936 r. doszło do ucieczki więźniów, laboratorium przeniesiono do Pingfang.

### Eksperymenty oraz użycie bojowe broni biologicznej
Ishii – już podczas otwarcia ośrodka w Pingfang – mówił bez ogródek, do czego ma służyć: „Misją od Boga każdego medyka jest blokowanie choroby i jej eliminacja, lecz zadanie, nad którym będziemy tu pracować, jest całkowitą odwrotnością tej reguły”. Eksperymenty były dokonywane w sposób bestialski. Przeprowadzano wiwisekcje, sztucznie wywoływano choroby, truto więźniów fosgenem lub cyjankiem potasu, zakażano wąglikiem, symulowano rany wojenne, wywoływano celowe udary, zawały serca oraz dokonywano aborcji. Oprócz tego na więźniach testowano nowe rodzaje broni takie jak granaty czy miotacze ognia. Każda śmierć była uważnie obserwowana i opisywana przez członków oddziału. Szczątki poddawane były kremacji, a ich prochy wsypywano do rzeki Sungari.
W czerwcu i lipcu 1942 Japończycy rozpoczęli w prowincji Zhejiang rozsiewanie zarazków dżumy i cholery za pomocą zrzucanych z powietrza woreczków z zakażonymi pchłami i ziarnem. Ziarno zwabiło szczury, które następnie rozniosły insekty na ludzi.

### Koniec Jednostki 731 oraz okres powojenny
Pod koniec wojny (gdy do Mandżurii wkroczyły oddziały Armii Czerwonej) wydano rozkaz zniszczenia kompleksu i placówek satelickich oraz likwidacji pozostających przy życiu więźniów, aby zatrzeć ślady eksterminacji Szacuje się, że w obozie zginęło około 300 000 ludzi. Według innych badań całkowita liczba ludzi, którzy stracili życie za sprawą eksperymentów wyniosła około
750 000.
W 2018 r. nazwiska 3607 członków jednostki zostały upublicznione przez Archiwa Narodowe Japonii.

## Wydziały
Jednostka 731 była podzielona na osiem wydziałów:
- Wydział 1: odpowiadał za badania nad wykorzystaniem dżumy, cholery, wąglika, tyfusu i gruźlicy; ich działanie było testowane na żywych ludziach. W tym celu zbudowano podlegające mu więzienie, mogące pomieścić od 300 do 400 osób.
- Wydział 2: odpowiadał za badania związane z polowym wykorzystaniem broni biologicznej, zwłaszcza za produkcję urządzeń przeznaczonych do rozsiewania zarazków.
- Wydział 3: odpowiadał za produkcję pocisków zawierających środki biologiczne. Mieścił się w Harbinie.
- Wydział 4: odpowiadał za produkcję pozostałych środków bojowych.
- Wydział 5: odpowiadał za szkolenie personelu.
- Wydziały od 6 do 8: jednostki odpowiadające za wyposażenie, sprawy medyczne i administracyjne.

## Pozostałe oddziały badawcze
Oprócz Jednostki 731 istniały inne instytucje „badawcze”. Pozostałe główne placówki na Dalekim Wschodzie były rozlokowane m.in. w:
- oddział 543 (Hailar),
- oddział 100 (Changchun),
- oddział 1644 (Nankin),
- oddział 1855 (Pekin),
- oddział 8604 (Guangzhou).

W Anda (koło Harbinu) testowano i produkowano bomby biologiczne. W Changchun (oddział 100) prowadzono eksperymenty z karbunkułem i zatruwaniem żywności. W Guangzhou (oddział 8604) więźniów obozu rozmyślnie głodzono, a wybranych zarażano tyfusem i dżumą. W laboratoriach mieszczącego się w Pekinie oddziału 1855 japońscy naukowcy wypracowali metody rozpuszczania ciał chemikaliami.
Istniały także mniejsze filie na Malajach, Singapurze i Hiroszimie. Zdarzały się przypadki, że eksperymenty medyczne przeprowadzano na alianckich jeńcach, w „warunkach polowych”, na południowo-wschodnim Pacyfiku.

## Szefowie Jednostki 731

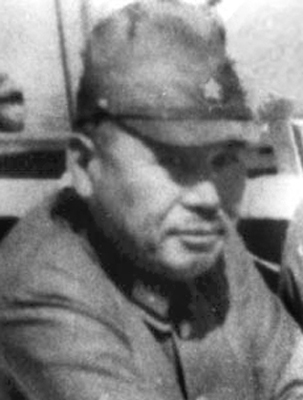
Masaji Kitano, dowódca Jednostki 731 w latach 1942–1944
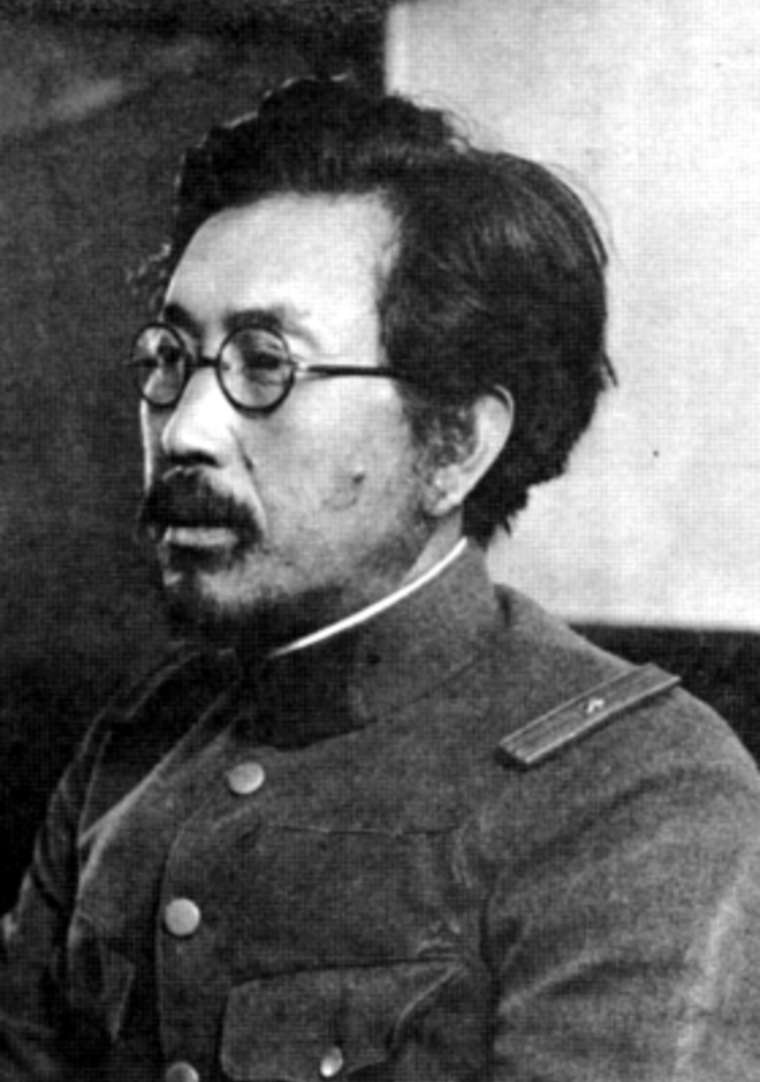
Shirō Ishii, dowódca Jednostki 731 w latach 1944–1945

## Jednostka 731 w kulturze popularnej
- 1952 – powieść wojenna Statek 1092(inne języki) polskiej pisarki Wandy Melcer
- 1960 – powieść Leśne morze polskiego pisarza Igora Newerlego
- 1965 – powieść sensacyjna czeskiego pisarza Ludvika Součka pt. Krotitelé ďiablů (wydanie polskie Poskromiciele diabłów wyd. Iskry, Warszawa 1967), mówiąca m.in. o tajnych japońskich laboratoriach broni B w Mongolii.
- Trzy pierwsze filmy z czteroczęściowej serii Oddział 731 (ang. Men Behind the Sun) – wyprodukowana w Hongkongu seria filmów opowiadająca o eksperymentach w Jednostce 731.
  - 1988 – Oddział 731, reżyseria: Mou Tun-fei(inne języki)[4]
  - 1992 – Oddział 731 – Laboratorium diabła (Man Behind the Sun 2: Laboratory of the Devil), reżyseria: Godfrey Ho[5]
  - 1994 – Oddział 731 – O krok od śmierci (Man Behind the Sun: A Narrow Escape), reżyseria: Godfrey Ho[6]
- 1994 – utwór Breeding House powiązany z płytą Balls To Picasso brytyjskiego wokalisty Bruce’a Dickinsona porusza tematykę jednostki.
- 1995 – dwa odcinki serialu Z Archiwum X (trzeci sezon): Nisei[7] (odcinek 9) oraz 731[8] (odcinek 10).
- 2001 – japoński film dokumentalny Japońskie diabły[9] (ang. Japanese Devils, chin. 日本鬼子 Riben Guizi)[10]
- 2004 – francuski film dokumentalny Japońskie eksperymenty na ludziach (fr. Kizu, les fantômes de l’unité 731)[11]
- 2008 – rosyjsko-amerykański film dokumentalny Philosophy of a Knife(inne języki) („Философия ножа”) Andrieja Iskanowa(inne języki)[12]
- 2009 – utwór Unit 731 na płycie World Painted Blood, thrashowej grupy Slayer.
- 2011 – powieść Spirala Paula McEuena(inne języki)
- 2011 – opowiadanie s.f. autorstwa Kena Liu pt. Człowiek, który zakończył historię: dokument
- 2011 – powieść Testament Damoklesa Marcina Wełnickiego[13]
- 2015 – Hal Gold Jednostka 731. Okrutne eksperymenty w japońskich laboratoriach wojskowych. Relacje świadków, Wydawnictwo Uniwersytetu Jagiellońskiego, wyd. I, Kraków 2015, ISBN 978-83-233-3893-2.